# Werner Vreden

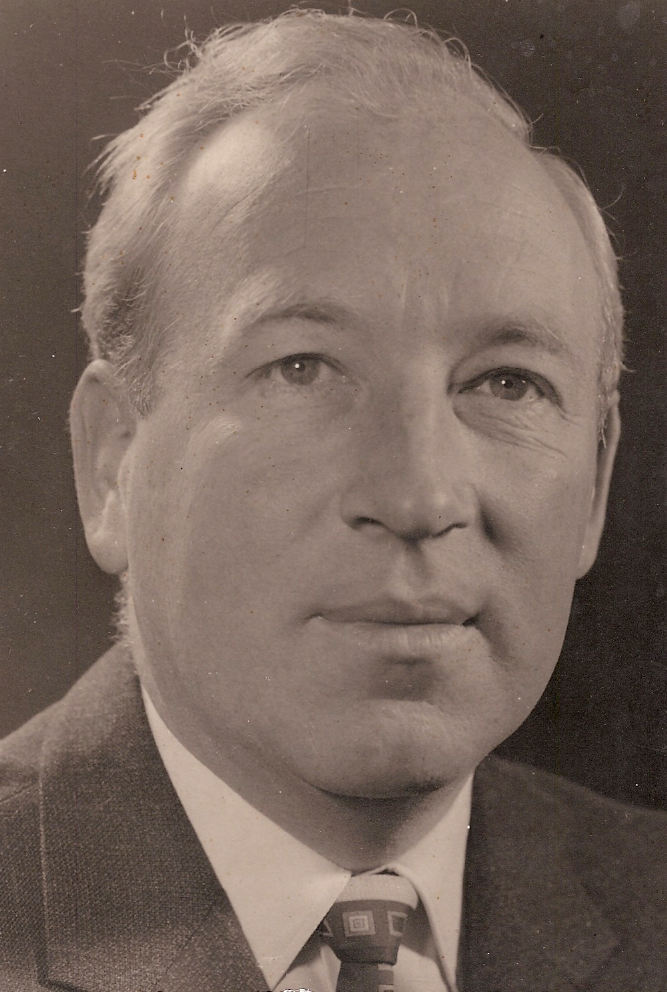
Werner Vreden (1965)

Werner Vreden (* 21. Juli 1924 in Bad Honnef; † 1990) war ein deutscher Bauingenieur.

## Leben
Vreden entstammte einer bereits viele Jahrhunderte zuvor in Honnef nachweisbaren Familie, sein Vater Fritz Vreden (1895–1976) war Kaufmann und Kommunalpolitiker sowie Gründer eines Sägewerks. 1942 legte er am dortigen Realgymnasium (heutiges Siebengebirgsgymnasium) sein Abitur ab. Es folgte nach dem Krieg ein Studium der Mathematik, Logik und Erkenntnistheorie an der Universität Bonn, bis er die Zulassung an der Technischen Hochschule Aachen für das schon seit längerem angestrebte Bauingenieurstudium erhielt. 1952 schloss er es mit dem Diplom (Dipl.-Ing.) ab. Anschließend nahm Vreden eine Tätigkeit in einem Bauunternehmen auf, machte sich aber bereits im August 1953 mit einem eigenen Büro in Bad Honnef selbstständig. Zunächst von ihm alleine betrieben, waren in dem Büro um 1955 bereits drei Mitarbeiter angestellt. Zu Beginn war es unter anderem mit dem Neubau von Brückenbauwerken in Spannbeton befasst.
1962 entwarf Vreden eine Fußgängerbrücke im Bonner Ortsteil Poppelsdorf (Wielstraße) mit einem über 180° gekrümmten Durchlaufträger über fünf Felder. Da es für die Berechnung eines durchlaufenden gekrümmten Trägers keine Literatur gab, entwickelte er neue Formeln, die er im Mai 1964 in dem Buch Die Berechnung des gekrümmten Durchlaufträgers veröffentlichte. Dieses Buch erhielt in der Fachwelt internationale Aufmerksamkeit, wurde ins Englische übersetzt und in zahlreichen Fachzeitschriften rezensiert. Bis 1966 erarbeitete Vreden ein vereinfachtes Berechnungsverfahren für gekrümmte Träger, das Eingang in ein weiteres Buch fand. 1966/67 wurde er als Prüfingenieur für Baustatik zugelassen, sodass Vreden sein Unternehmen zu einem Prüfingenieurbüro mit inzwischen 7–9 Mitarbeitern ausbauen konnte. 1969 wurde er vom American Concrete Institute (ACI) in ein Komitee berufen, das baustatische Vorschriften für die USA ausarbeitete. In der Folgezeit reiste Vreden mehrfach zu Fachkongressen in die USA. Das bis dahin größte Bauprojekt des Ingenieurbüros war der Neubau des Landesbehördenhauses in Bonn (1971–75).

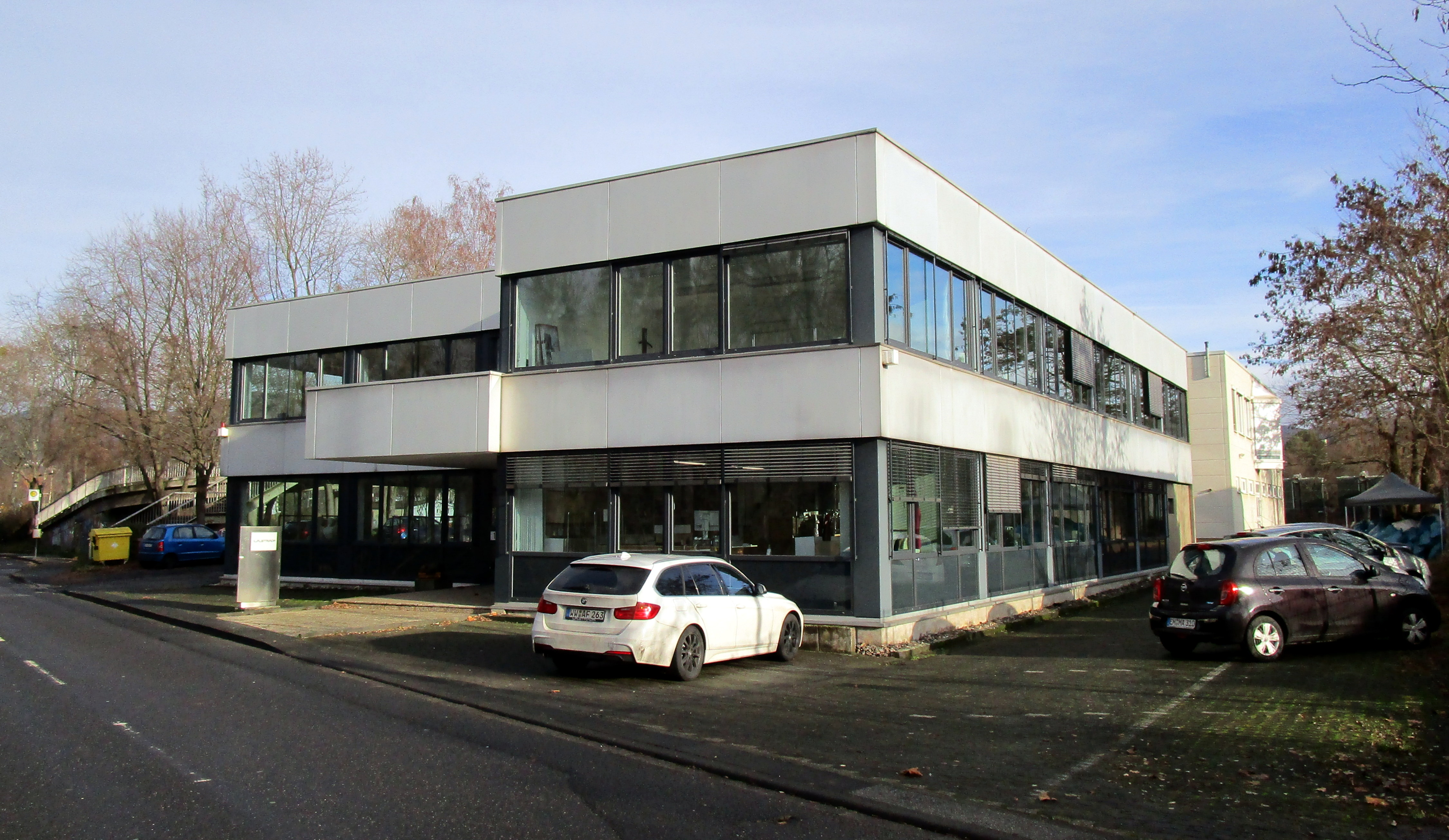
Ehemaliges Bürohaus des Ingenieurbüros von Werner Vreden, Lohfelder Straße 15 (2022)

Einhergehend mit dem angewachsenen Aufgabenbereich und dem erlangten Bekanntheitsgrad Vredens erhielt das Büro Aufträge für Bauprojekte in Aachen, Bonn, Bremen, Düsseldorf, Heidelberg, Köln und Stuttgart. 1973 bezog es nach vorherigem Standort an der Girardetallee ein neuerbautes Bürohaus an der damaligen August-Lepper-Straße (heute Lohfelder Straße 15). 1981 stieg der Ingenieur Werner Henneker als Partner in das Büro ein, das mit der Zeit auf eine Größe von 20 Mitarbeitern anwuchs. Nach Vredens Tod im Jahre 1990 übernahm er das Büro, verlegte es nach Bonn und baute einen zweiten Standort in Leipzig auf. Es wird heute unter dem Namen Henneker, Zillinger Ingenieure mit Hauptsitz im Bonner Stadtbezirk Beuel geführt.

## Bauten (Auswahl)

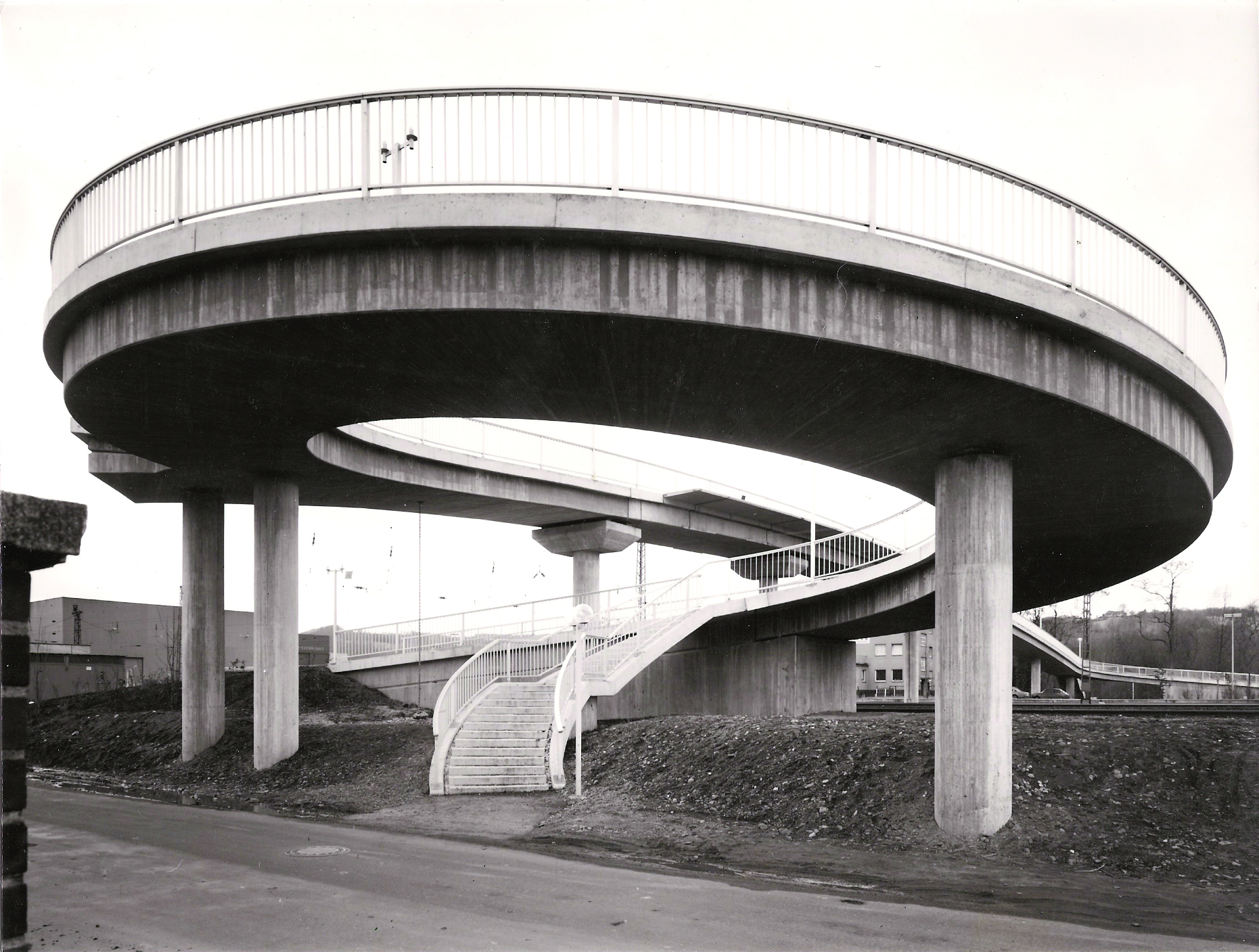
Fußgängerüberführung Lohfelder Straße/August-Lepper-Straße, Aufgang zur Brücke (1982)

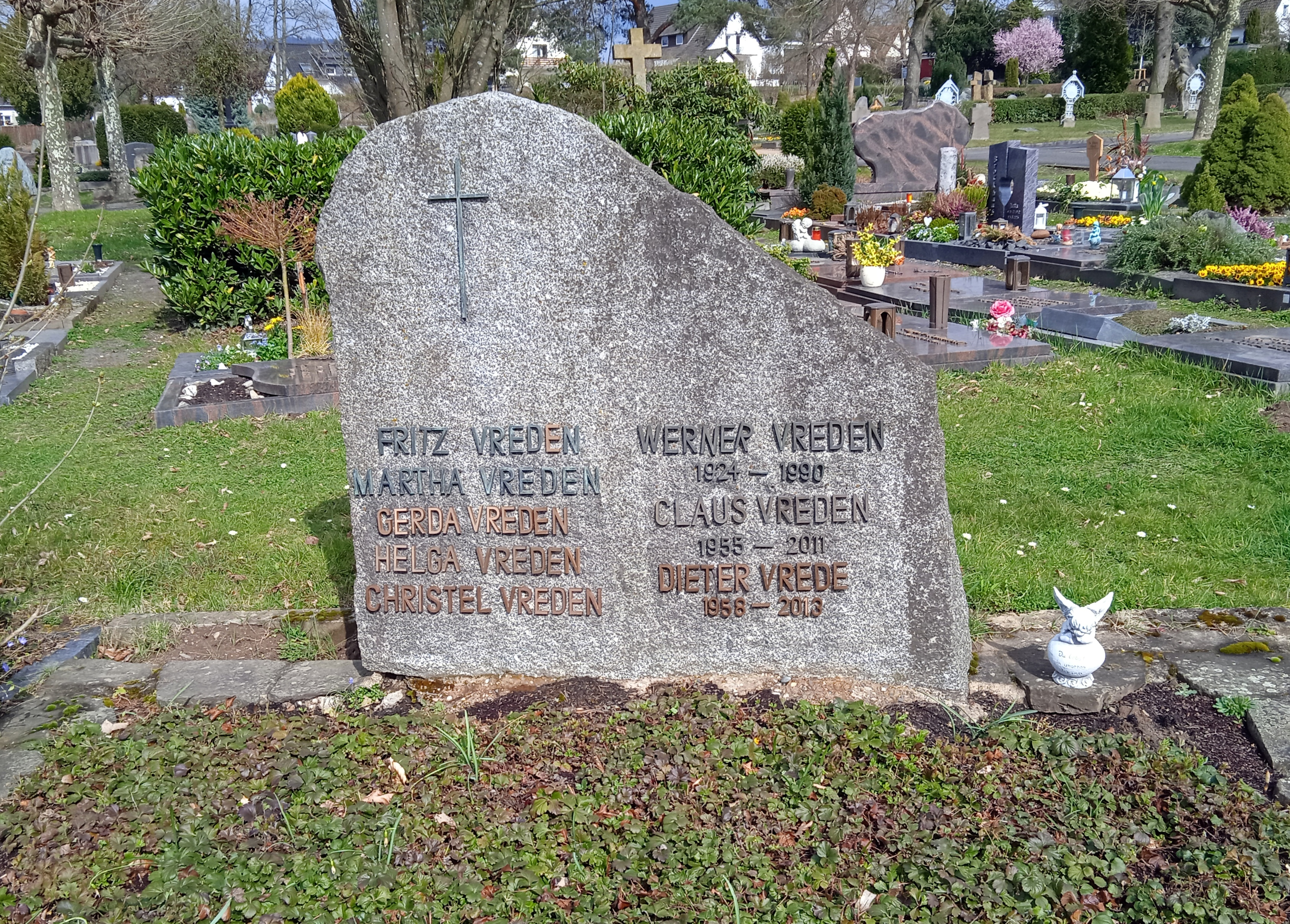
Grab der Familie Vreden auf dem Neuen Friedhof in Bad Honnef

- 1958: Bad Honnef, Fußgängerüberführung Alexander-von-Humboldt-Straße/Rheinpromenade über B 42 und Bahnstrecke[6]
- 1963: Bonn, Stadtteil Poppelsdorf, Fußgängerüberführung Wielstraße über die Zubringer-Schnellstraße zur Bundesautobahn 565 (mit Wolfgang Arnds; Bauherr: Bundesrepublik Deutschland)[6][9]
- 1978: Bad Honnef, Fußgängerüberführung Lohfelder Straße/August-Lepper-Straße über die Bahnstrecke mit einem kreisförmig gekrümmten Rampenbauwerk an einer Widerlagerseite[10][6]

## Veröffentlichungen
- Die Berechnung des gekrümmten Durchlaufträgers. Ernst & Sohn, Berlin 1964. (=Curved continuous beams for highway bridges. F. Ungar Pub. Co., 1969)
- Neues allgemeines Berechnungsverfahren beliebig gelagerter gekrümmter Träger. Ernst & Sohn, Berlin 1966.